# ورک گروپ
ورک گروپ (به سبک The WORK Group) یک ناشر موسیقی آمریکایی بود.

## تاریخچه
در ژوئیه ۱۹۹۹، بنیانگذاران جف آیروف و جوردن هریس از این ناشر خارج شدند.

## کاتالوگ
| سال  | هنرمند         | عنوان                                |
| ---- | -------------- | ------------------------------------ |
| ۱۹۹۳ | جمیروکوای      | وضعیت اضطراری در سیاره زمین          |
| ۱۹۹۴ | اسفنجی         | پوسنده پیناتا                        |
| ۱۹۹۵ | جمیروکوای      | بازگشت گاوچران فضایی                 |
| ۱۹۹۵ | Schtum         | رشد                                  |
| ۱۹۹۵ | مرکوری Rev     | اونطرف می بینمت                      |
| ۱۹۹۵ | دیانا کینگ     | سخت‌تر از عشق                         |
| ۱۹۹۵ | تعداد باس D    | بحران قبل از زندگی                   |
| ۱۹۹۶ | فیل سواری      | فراموش کردن                          |
| ۱۹۹۶ | کشیدن شاهنشاهی | کشیدن شاهنشاهی                       |
| ۱۹۹۶ | فیونا اپل      | کشندی                                |
| ۱۹۹۶ | روغن نیمه شب   | نفس کشیدن                            |
| ۱۹۹۶ | پاف جانسون     | معجزه                                |
| ۱۹۹۷ | حوضچه          | مجموعه راک                           |
| ۱۹۹۷ | جمیروکوای      | مسافرت بدون حرکت                     |
| ۱۹۹۷ | ژنو            | به علاوه                             |
| ۱۹۹۷ | براون استون    | هنوز هم کوه‌نوردی                     |
| ۱۹۹۷ | دیانا کینگ     | مثل یک دختر فکر کن                   |
| ۱۹۹۷ | هیچ مرجعی      | ادامه                                |
| ۱۹۹۸ | مری لو لرد     | سایه ای ندارم                        |
| ۱۹۹۸ | ربی جکسون      | ارادتمند شما                         |
| ۱۹۹۸ | استرو          | نفس از دیگری                         |
| ۱۹۹۸ | مختلف          | سیاره می‌خوابد                        |
| ۱۹۹۸ | عقاب چشم گیلاس | بی میل                               |
| ۱۹۹۸ | تاتیانا علی    | آسمان را ببوس                        |
| ۱۹۹۹ | کری سامر       | خیابان فاری                          |
| ۱۹۹۹ | لن             | شما نمی‌توانید Bum Rush را متوقف کنید |
| ۱۹۹۹ | جنیفر لوپز     | آن د سیکس                            |
| ۱۹۹۹ | مردان ویزیون   | MOV                                  |
| ۱۹۹۹ | جمیروکوای      | همگام سازی شده                       |

## هنرمندان
- تاتیانا علی (ام‌جی‌جی میوزیک / ورک)
- فیونا اپل (کلین اسلیت / ورک)
- فیل سواری
- دن برن
- عقاب چشم گیلاس
- استرو
- نیل فین (آمریکا / کانادا)
- کشیدن شاهنشاهی
- ربی جکسون (ام‌جی‌جی میوزیک / ورک)
- جمیروکوای
- پاف جانسون
- دیانا کینگ
- لن
- جنیفر لوپز
- مری لو لرد
- Men of Vizion (ام‌جی‌جی میوزیک/ ورک)
- مرکوری Rev
- روغن نیمه شب
- مورلی
- گردباد اتمی ند
- هدر نوا
- حوضچه
- افت فشار
- سبل
- Schtum[۲]
- اسفنجی
- کری سامر
- کریس ویتلی
- تعداد باس D